# Burgemeester Gabriël Theunisbrug
De Burgemeester Gabriël Theunisbrug is een liggerbrug in het Antwerpse district Merksem over het Albertkanaal en over de in 2014 gesloten spoorlijn 220 (Y Noorderlaan - Merksem) die ten noorden van het kanaal lag. De brug is genoemd naar Gabriël Theunis, burgemeester van Merksem tussen 1963 en 1969. De brug bestaat uit drie overspanningen: twee zij-overspanningen van 31 m elk en een middenoverspanning over het kanaal van 61 m.

## Geschiedenis
De Gabriël Theunisbrug is ouder dan het Albertkanaal zelf. In 1906 werd een brug gebouwd over de Kempische Vaart voor de verbinding van tram 3 tussen Schijnpoort en Merksem. De brug werd verscheidene malen verbreed en verlengd. In 1996 werd de brug voor de laatste maal verlengd toen tram 3 aan het Sportpaleis ondergronds (in de premetro) ging. In 2019 werd Julie Van Espen vermoord onder de brug.

## Verschillende namen
De Gabriël Theunisbrug wordt in de volksmond ook wel brug van het Sportpaleis of Sportpaleisbrug genoemd, omwille van zijn ligging bij het Antwerpse Sportpaleis.
Een andere naam is de brug van 't Schijnpoort, genoemd naar de nabijgelegen Schijnpoort, aan de andere kant van de R1 Ring van Antwerpen.
Vroeger werd de brug ook wel viaduct van Merksem genoemd. Sinds de bouw van het autosnelwegviaduct van de E19 (toen E10 en nu R1) over het Albertkanaal, voltooid in 1970, en de prominente aanwezigheid ervan in de file-overzichten, wordt die naam niet meer voor de Gabriël Theunisbrug maar voor dat viaduct gebruikt.

## Masterplan
In het kader van het Masterplan Mobiliteit Antwerpen voor een betere bevaarbaarheid van het Albertkanaal door containerschepen werden de bruggen tussen Antwerpen en Wijnegem verhoogd en kregen een nieuwe functie. De nieuwe doorvaarthoogte bedraagt 9,10 m. Het Albertkanaal ter hoogte van de Theunisbrug zal ook verbreed worden van 45 m tot 91 m. De nieuwe brug heeft hierdoor een hoofdoverspanning van 115 m.
De nieuwe Theunisbrug bestaat uit drie naast elkaar gelegen bruggen, twee verkeersbruggen en een trambrug. De verkeersbruggen bevatten elk 2 rijstroken in dezelfde richting. Voor het fiets- en voetgangersverkeer hangen er twee uitkragende fiets- en voetgangersbruggen aan de verkeersbruggen. De bouw van de nieuwe brug startte in april 2019 en is in het voorjaar van 2021 afgerond.